# シルバーシート (テレビ番組)
シルバーシートは、1984年4月7日から1991年3月29日までNHK教育テレビで放送されていたテレビ番組。

## 概要
ぼけや寝たきりの高齢者を在宅介護している同居家族に向けて、適切な介護方法を紹介する福祉番組。
老人介護に照準を絞った福祉番組は当時、珍しかった。

## 放送時間
- 1984年4月 - 1990年3月
  - 土曜日08:30-09:00
  - 木曜日17:30-18:00
- 1990年4月 - 1991年3月
  - 水曜日18:30-19:00
  - 金曜日14:30-15:00

## 出演者
- ききて - 河村陽子

## 主なテーマ
- ボケの介護
- ボケ老人の介護体験の報告
- 長生きのための食事
- 老人ホームの現場から
- ねたきり老人の介護法
- 福祉器具
- 在宅福祉サービス
- 私の介護体験
- 在宅福祉を支えるまち

## 関連番組
- 社会福祉の時間
- 福祉の時代
- あすの福祉
- すこやかシルバー介護
- シルバー人生塾
- にんげんゆうゆう
- 福祉ネットワーク
- ハートネットTV